# Kuźmołowskij
Kuzmołowskij (ros. Кузьмоловский) – osiedle typu miejskiego w Rosji, w obwodzie leningradzkim. 

## Demografia
W 2010 roku liczyło 9689 mieszkańców. W 2021 roku liczyło 10 714 mieszkańców.